# Championnat des îles Féroé de football 1960
Navigation
Meistaradeildin 1959 Meistaradeildin 1961
La saison 1960 du Championnat des Îles Féroé de football était la 18e édition de la première division féroïenne à poule unique, la Meistaradeildin. Les quatre meilleurs clubs du pays jouent les uns contre les autres à deux reprises durant la saison, à domicile et à l'extérieur. Le HB Tórshavn remporte le titre ; c'est le 2e titre de champion de l'histoire du club qui ne réalise pas le doublé en ne remportant pas la Coupe des Îles Féroé face au TB Tvøroyri.

## Les clubs participants
| \| B36 HB KÍ TB \| Localisation des clubs engagés dans le championnat 1960. |
| B36 HB KÍ TB                                                                |

- B36 Tórshavn - Tenant du Titre
- HB Tórshavn
- KÍ Klaksvík
- TB Tvøroyri

## Compétition
Le classement est établi sur le barème de points suivant (victoire à 2 points, match nul à 1, défaite à 0).
Pour départager les égalités, on tient d'abord compte de la différence de buts générale, puis du nombre de buts marqués, puis des confrontations directes et enfin si le championnat est en jeu, les deux équipes jouent une rencontre d'appui sur terrain neutre.

### Classement[n 1]
| Rang | Équipe           | Pts | J | G | N | P | Bp | Bc | Diff |
| ---- | ---------------- | --- | - | - | - | - | -- | -- | ---- |
| 1    | HB Tórshavn      | 9   | 6 | 4 | 1 | 1 | 13 | 8  | +5   |
| 2    | B36 Tórshavn (T) | 7   | 6 | 2 | 3 | 1 | 12 | 11 | +1   |
| 3    | KÍ Klaksvík      | 6   | 6 | 2 | 2 | 2 | 11 | 7  | +4   |
| 4    | TB Tvøroyri (C)  | 2   | 6 | 1 | 0 | 5 | 6  | 16 | -10  |

|  | Vainqueur du championnat 1960                                |
|  | (T) Tenant du titre (C) Vainqueur de la Coupe des îles Féroé |

### Résultats[n 1]
| Résultats (▼dom., ►ext.) | B36 | HB  | KÍ  | TBT |
| B36 Tórshavn             |     | 1-5 | 1-1 | 3-1 |
| HB Tórshavn              | 1-1 |     | 0-3 | 5-3 |
| KÍ Klaksvík              | 3-3 | 0-1 |     | 3-0 |
| TB Tvøroyri              | 0-3 | 0-1 | 2-1 |     |

## Bilan de la saison
| Championnat des îles Féroé de football 1960 |                        |
| Champion                                    | HB Tórshavn (2e titre) |
| Coupes et trophées                          |                        |
| Vainqueur de la Coupe des îles Féroé 1960   | TB Tvøroyri            |
| Qualifications continentales                |                        |
| Promotions et relégations                   |                        |
| Promus en Meistaradeildin                   | non                    |
| Relégués en Meðaldeildin                    | non                    |